# Convivister nevermanni
Convivister nevermanni är en skalbaggsart som beskrevs av August Reichensperger 1936. Convivister nevermanni ingår i släktet Convivister och familjen stumpbaggar. Inga underarter finns listade i Catalogue of Life.